# Oôs Joôs
Oôs Joôs (Nederlands: Onze Jongens) is een band uit West-Friesland. De band werd opgericht in 2003 en maakt nummers met teksten in het West-Fries-dialect.

## Geschiedenis
De band boekte lokaal succes door teksten in het West-Fries te schrijven op bekende melodieën. Zo ontleent het nummer AC de Graaf (genoemd naar het oostelijke gedeelte van provinciale weg 241) zijn melodie aan (Get Your Kicks On) Route 66 en is Bloemkôle (2006) gebaseerd op The Wanderer van Status Quo. Terwijl het gebruik van de West-Friese streektaal terugliep, bleek de band vanwege de streektaal onder jongeren juist populair. Het nummer Prut an me leerze belandde in 2023 op de eerste plek in de NH Radio Top 100.
In september 2023 ontving de band de Westfrieslandprijs van het Westfries Genootschap vanwege de verspreiding van de West-Friese streektaal. Na een stemactie kwam Bloemkôle in 2023 op plek 805 binnen in de Top 2000 van NPO Radio 2.

## Optredens
De band trad op verschillende festivals op, waaronder Indian Summer Festival, Julianapop en Zomerpop.

## Discografie

### Cd's
- Tusse de Bedroive Deur (2005)
- Ben Roik (2006)
- Blôtebienetoid (2007)
- Skilderaai (2008)
- Liedjes over Ois, Sneêuw en Skase (2008)
- Westfrieze! (2009)
- Louf ken lang an (2010)
- Nag ientje toe (2019)

### NPO Radio 2 Top 2000
| Nummer met noteringen in de NPO Radio 2 Top 2000 | '23 | '24 |
| ------------------------------------------------ | --- | --- |
| Bloemkôle                                        | 805 | 966 |

1. ↑  Een vetgedrukt getal geeft de hoogste notering aan.
2. ↑  2023 was het eerste jaar met een notering voor dit nummer.